# Hot Girl Summer Tour
L'Hot Girl Summer Tour è il primo tour musicale della rapper statunitense Megan Thee Stallion, a supporto del suo terzo album in studio Megan (2024).

## Antefatti e descrizione
Megan Thee Stallion ha annunciato l'intenzione di andare in tour durante un'ospitata al Good Morning America il 30 gennaio 2024. Il poster con le date ufficiali è stato invece rivelato due mesi più tardi, il 20 marzo. I primi due concerti di Atlanta sono stati posticipati di due giorni a causa di un problema con l'impianto idrico dell'arena. Diverse date europee sono state posticipate o cancellate a causa della riprogrammazione all'ultimo minuto di alcune date statunitensi.

## Scaletta
Questa scaletta rappresenta quella del concerto a Manchester del 14 luglio 2024. Non è, pertanto, rappresentativa per tutti gli spettacoli del tour.
1. Hiss
2. Ungrateful
3. Thot Shit
4. Freak Nasty
5. Megan's Piano
6. Gift & a Curse
7. Hot Girl
8. Kitty Kat
9. Cobra
10. Plan B
11. Cognac Queen
12. Big Ole Freak
13. Girls in the Hood
14. Boa
15. Sex Talk
16. Realer
17. What's New
18. Captain Hook
19. Mamushi (con i fan sul palco)
20. Wanna Be (cover di GloRilla)
21. WAP (cover di Cardi B)
22. Cash Shit
23. Where Them Girls At
24. Body
25. Savage (Remix)

## Date del tour
| Data           | Città            | Stato        | Luogo                    | Artisti d'apertura | Biglietti venduti / Biglietti disponibili | Incasso      |
| Nord America   | Nord America     | Nord America | Nord America             | Nord America       | Nord America                              | Nord America |
| -------------- | ---------------- | ------------ | ------------------------ | ------------------ | ----------------------------------------- | ------------ |
| 14 maggio 2024 | Minneapolis      | Stati Uniti  | Target Center            | GloRilla           | —                                         | —            |
| 17 maggio 2024 | Chicago          | Stati Uniti  | United Center            | GloRilla           | —                                         | —            |
| 18 maggio 2024 | Detroit          | Stati Uniti  | Little Caesars Arena     | GloRilla           | —                                         | —            |
| 19 maggio 2024 | Chicago          | Stati Uniti  | United Center            | GloRilla           | —                                         | —            |
| 21 maggio 2024 | New York City    | Stati Uniti  | Madison Square Garden    | GloRilla           | 14.118 / 14.118                           | $1.724.250   |
| 22 maggio 2024 | Filadelfia       | Stati Uniti  | Wells Fargo Center       | GloRilla           | —                                         | —            |
| 24 maggio 2024 | Napa             | Stati Uniti  | Napa Valley Expo         | N.D.               | N.D.                                      | N.D.         |
| 26 maggio 2024 | Boston           | Stati Uniti  | Harvard Stadium          | N.D.               | N.D.                                      | N.D.         |
| 28 maggio 2024 | Baltimora        | Stati Uniti  | CFG Bank Arena           | GloRilla           | 12.078 / 12.078                           | $1.472.679   |
| 30 maggio 2024 | Memphis          | Stati Uniti  | FedExForum               | GloRilla           | —                                         | —            |
| 2 giugno 2024  | Atlanta          | Stati Uniti  | State Farm Arena         | GloRilla           | —                                         | —            |
| 3 giugno 2024  | Atlanta          | Stati Uniti  | State Farm Arena         | GloRilla           | —                                         | —            |
| 4 giugno 2024  | Raleigh          | Stati Uniti  | PNC Arena                | GloRilla           | —                                         | —            |
| 6 giugno 2024  | Hollywood        | Stati Uniti  | Hard Rock Live           | GloRilla           | —                                         | —            |
| 8 giugno 2024  | Tampa            | Stati Uniti  | Amalie Arena             | GloRilla           | —                                         | —            |
| 10 giugno 2024 | New Orleans      | Stati Uniti  | Smoothie King Center     | GloRilla           | —                                         | —            |
| 13 giugno 2024 | Austin           | Stati Uniti  | Moody Center             | GloRilla           | —                                         | —            |
| 14 giugno 2024 | Houston          | Stati Uniti  | Toyota Center            | GloRilla           | —                                         | —            |
| 15 giugno 2024 | Houston          | Stati Uniti  | Toyota Center            | GloRilla           | —                                         | —            |
| 16 giugno 2024 | Manchester       | Stati Uniti  | Great Stage Park         | N.D.               | N.D.                                      | N.D.         |
| 17 giugno 2024 | Denver           | Stati Uniti  | Ball Arena               | GloRilla           | —                                         | —            |
| 19 giugno 2024 | Phoenix          | Stati Uniti  | Footprint Center         | GloRilla           | 13.211 / 13.211                           | $1.320.039   |
| 21 giugno 2024 | Los Angeles      | Stati Uniti  | Crypto.com Arena         | GloRilla           | 14.906 / 14.906                           | $1.873.110   |
| 22 giugno 2024 | Paradise         | Stati Uniti  | MGM Grand Garden Arena   | GloRilla           | 12.056 / 12.056                           | $1.556.063   |
| 23 giugno 2024 | San Francisco    | Stati Uniti  | Chase Center             | GloRilla           | —                                         | —            |
| 26 giugno 2024 | Dallas           | Stati Uniti  | American Airlines Center | GloRilla           | —                                         | —            |
| 2 luglio 2024  | Atlanta          | Stati Uniti  | State Farm Arena         | GloRilla           | —                                         | —            |
| 3 luglio 2024  | Charlotte        | Stati Uniti  | PNC Music Pavilion       | GloRilla           | —                                         | —            |
| Europa         |                  |              |                          |                    |                                           |              |
| 7 luglio 2024  | Parigi           | Francia      | Zénith                   | Ms Banks           | —                                         | —            |
| 10 luglio 2024 | Amsterdam        | Paesi Bassi  | Ziggo Dome               | Ms Banks           | —                                         | —            |
| 14 luglio 2024 | Manchester       | Regno Unito  | Co-op Live               | Ms Banks           | —                                         | —            |
| 16 luglio 2024 | Birmingham       | Regno Unito  | Utilita Arena            | Ms Banks           | —                                         | —            |
| 17 luglio 2024 | Londra           | Regno Unito  | The O2 Arena             | Ms Banks           | —                                         | —            |
| Nord America   |                  |              |                          |                    |                                           |              |
| 27 luglio 2024 | Washington, D.C. | Stati Uniti  | Audi Field               | N.D.               | N.D.                                      | N.D.         |
| 1º agosto 2024 | Chicago          | Stati Uniti  | Grant Park               | N.D.               | N.D.                                      | N.D.         |
| Totale         | Totale           | Totale       | Totale                   | Totale             | 66.369 / 66.369 (100%)                    | $7.946.141   |

## Cancellazioni
| Data           | Città   | Stato       | Luogo         | Causa                  |
| Europa         | Europa  | Europa      | Europa        | Europa                 |
| -------------- | ------- | ----------- | ------------- | ---------------------- |
| 4 luglio 2024  | Glasgow | Regno Unito | OVO Hydro     | Problemi di produzione |
| 11 luglio 2024 | Colonia | Germania    | Lanxess Arena | Problemi di produzione |
| 14 luglio 2024 | Dublino | Irlanda     | 3Arena        | Problemi di produzione |